# Richard Paulli (läkare)
Richard August Simon Paulli, född 18 juli 1846 i Köpenhamn, död 7 januari 1911, var en dansk läkare. 
Paulli blev student 1864, candidatus medicinæ 1871 och disputerade för doktorsgraden 1879 på avhandlingen Studier over Urethrotomia interna. Han var kandidat och assistent på Frederiks Hospital och Fødselsstiftelsen samt studerade i utlandet 1872–1876, var reservkirurg på Frederiks Hospital 1876–1878 och underackuschör vid Fødselsstiftelsen 1878–1880. Han tilldelades 1873 Köpenhamns universitets guldmedalj för en framställning av de kirurgiska behandlingsmetoder, som kan hänföras till den antiseptiska metoden, särskilt vid amputationer. Han utnämndes 1880 till överläkare vid Diakonissestiftelsen, lämnade denna tjänst 1908 och praktiserade därefter i Köpenhamn.